# Tania León

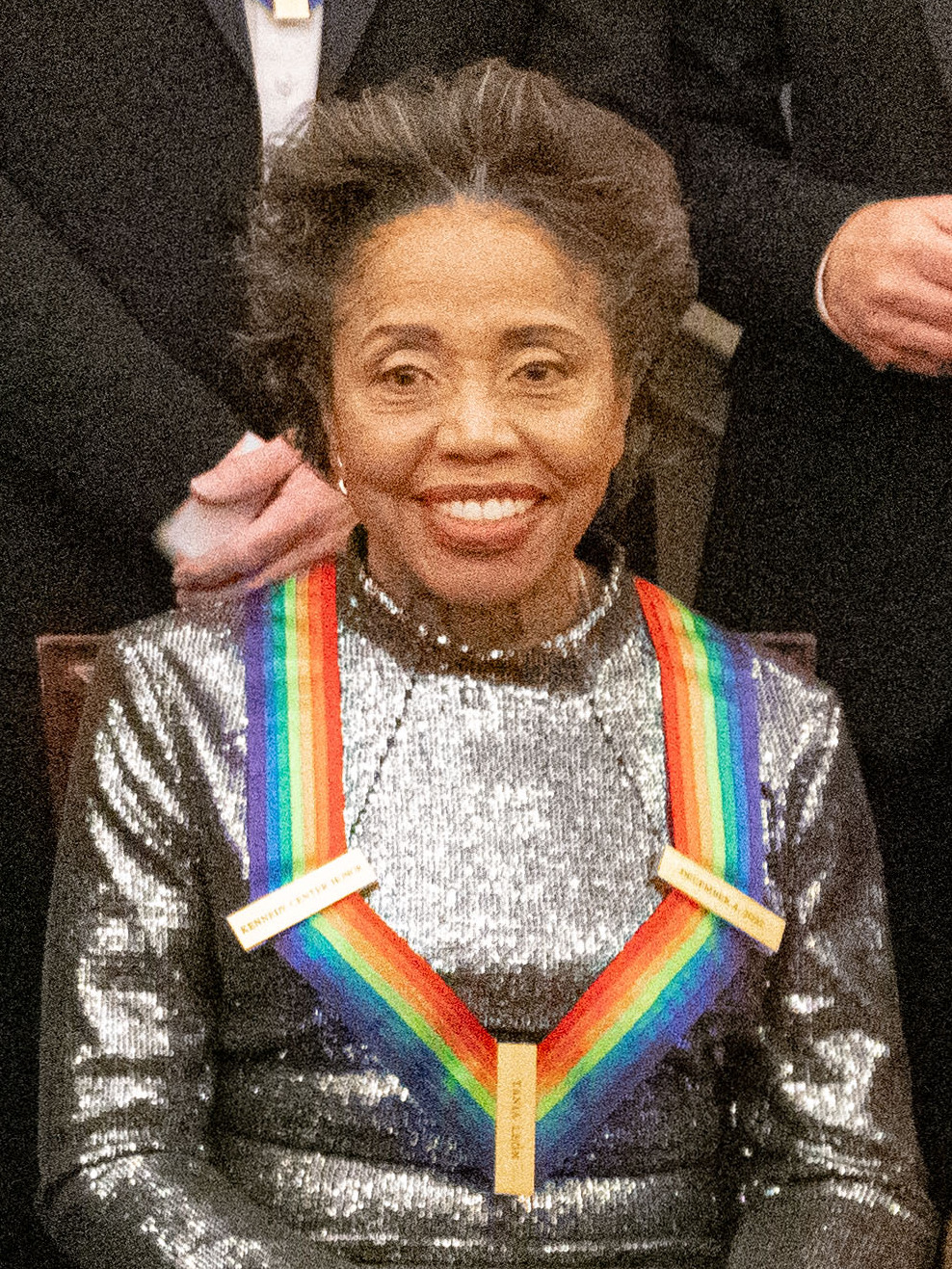
Tania León (2022)

Tania Justina León (Havana, 14 de maio de 1943) é uma compositora e maestrina cubana
.
Iniciou os estudos no piano aos quatro anos de idade e na década de 1960 estudou em conservatórios em Havana e na Universidade de Nova York. Logo após a graduação, tornou-se uma das fundadoras do Dance Theatre of Harlem e sua primeira diretora musical.
Envolvendo-se em importantes projetos e instituições musicais americanas, assim passou a ser convidada a reger importantes orquestras pelo mundo, como nos Países Baixos, Itália e África do Sul.
Em 1998, recebeu o Prêmio Governador de Nova York e também da Academia Americana de Artes e Letras, entre muitas outras menções e prêmios importantes.